# キャメロン・ボイス
キャメロン・ボイス（英語: Cameron Boyce, 1999年5月28日 - 2019年7月6日）は、アメリカ合衆国のディズニー俳優。カリフォルニア州出身。ミラーズで俳優デビューをする。代表作はディズニー・チャンネルのジェシー!、ジェイクとネバーランドのかいぞくたち、ディセンダント。
2019年7月6日、闘病中であった病気「てんかん」による急性の発作により睡眠中に死去。翌日、6日の朝に寝た状態で亡くなっているキャメロンを当時一緒にルームシェアをしていた友人が発見し、通報。生前闘病中であるということは公表されていなかった。テレビ映画『ディセンダント3』が遺作となった。
キャメロンの死去を受け、キャメロンの父親ビクターは "Cameron Boyce Foundation" という基金団体を設立。暴力に走らないよう若者達の想像力を支援することが目的である。これには、多くのキャメロンの友人達がお金を寄付するようSNS上で呼びかけている。

## 人物
彼は、彼の母、父、妹と共にロサンゼルスに住んでいた。ちなみに父はアフリカ系アメリカ人で母はユダヤ人である。
また、彼は友人4人と共に「X Mob」というグループを組んでいて、ブレイクダンスが好きである。
亡くなる1ヶ月ほど前から大親友であったカラン・ブラルとソフィー・レイノルズと共にルームシェアをしていた。３人は一緒に旅行に出かけることも多かったという。

## 出演作品

### 映画
| 年   | 邦題 原題                                                   | 役名                              | 備考                                                     |
| ---- | ----------------------------------------------------------- | --------------------------------- | -------------------------------------------------------- |
| 2008 | ミラーズ Mirrors                                            | マイケル・カーソン Michael Carson |                                                          |
| 2008 | イーグル・アイ Eagle Eye                                    | サム・ホロマン Sam Holloman       |                                                          |
| 2010 | アダルトボーイズ青春白書 Grown Ups                          | キース・フェダー Keithie Feder    |                                                          |
| 2011 | ジュディの夏休み大作戦 Judy Moody and the Not Bummer Summer | ハンター Hunter                   |                                                          |
| 2013 | アダルトボーイズ遊遊白書 Grown Ups 2                        | キース・フェダー Keithie Feder    |                                                          |
| 2015 | ディセンダント Descendants                                  | カルロス Carlos                   | ディズニー・チャンネル・オリジナル・ムービー、テレビ映画 |
| 2017 | ディセンダント2 Descendants2                                | カルロス Carlos                   | ディズニー・チャンネル・オリジナル・ムービー、テレビ映画 |
| 2019 | ディセンダント3 Descendants3                                | カルロス Carlos                   | ディズニー・チャンネル・オリジナル・ムービーテレビ映画   |

### テレビ番組
| 年        | 邦題 原題                                                                        | 役名                      | 備考                                                      |
| --------- | -------------------------------------------------------------------------------- | ------------------------- | --------------------------------------------------------- |
| 2008      | en:General Hospital: Night Shift                                                 | Michael 'Stone' Cates Jr. | 7エピソードに出演                                         |
| 2010      | en:The Legion of Extraordinary Dancers                                           | Young Jasper James        | 第2シーズン第7話                                          |
| 2011      | グッドラック・チャーリー Good Luck Charlie                                       | Fake Gabe Duncan          | 第2シーズン第8話「歌って踊れるダンカン一家?」             |
| 2011      | シェキラ! Shake It Up                                                            | Little Highlighter        | 第1シーズン第21話「風邪に負けるな！」                     |
| 2011-2015 | ジェシー! Jessie                                                                 | ルーク・ロス Luke Ross    | メインキャスト                                            |
| 2012-2013 | ジェイクとネバーランドのかいぞくたち Jake and the Never Land Pirates             | ジェイク Jake             | 主演 シーズン2～4、声の出演                               |
| 2014      | アルティメット・スパイダーマン Ultimate Spider-Man                               | ルーク・ロス Luke Ross    | 第3シーズン第10話「モーガン・ル・フェイとの対決」声の出演 |
| 2015      | うわさのツインズ リブとマディ en:Liv and Maddie                                  | クラーグ Krahgg           | 第2シーズン第17話「プロムの夜」                           |
| 2015-2017 | 超ゲーマー伝説 ぼくらの裏ワザ青春白書 en:Gamer's Guide to Pretty Much Everything | コナー Conor              | 主演                                                      |
| 2015      | ディセンダント キケンな世界 en:Descendants: Wicked World                         | カルロス Carlos           | 声の出演                                                  |
| 2016      | キャンプ・キキワカ en:Bunk'd                                                     | ルーク・ロス Luke Ross    | 第1シーズン第12話 第2シーズン第6話                        |